# أندراس ريدلي
أندراس ريدلي (مواليد 21 أكتوبر 1983) هو مبارز بالسيف مجري، مثّل بلاده في الألعاب الأولمبية الصيفية 2016.

## روابط خارجية
أندراس ريدلي على موقع الاتحاد الدولي للمبارزة (الإنجليزية)
- أندراس ريدلي على موقع اللجنة الأولمبية الدولية (الإنجليزية)
- أندراس ريدلي على موقع أوليمبيديا (الإنجليزية)
- أندراس ريدلي على موقع اللجنة الأولمبية المجرية (الهنغارية)